# یاتسک کومان
یاتسک کومان (به انگلیسی: Jacek Koman) (زاده ۱۵ اوت ۱۹۵۶) بازیگر و خواننده لهستانی است.
از نقش‌آفرینی‌های معروف او می‌توان به بازی در دادستان، مرگ کم‌اهمیت، خیوکا، در اعماق جنگل، لالایی، تایدلندز، پزشکان، مرز، هتل ۵۲، دهن‌به‌دهن، مولن روژ!، جنگل اشاره کرد.